# Гугутка
Гугутка или кумрија (лат. Streptopelia decaocto), врста је птица из породице голубова, реда голупчарки, која је распрострањена у североисточној Африци, јужној Арабији, Индији, Малој Азији, Балканском полуострву и по средњој Европи све до Северног мора. У многим језицима, па и српском, одомаћен је и назив турски голуб.

## Гугутке у Србији
У савременом периоду гнездарица на територији целе Србије. Бројност популације се сматра стабилном. Гугутке су распрострањене у низијама, долинама, побрђу и брдским пределима, док одсуствују из планинских екосистема. Врста је најчешће у руралним насељима и у њиховој близини. У јесен и зиму окупља се у јата. Иначе, врста је у Србији била присутна у различитом броју још почетком 19. века. Матвејев (1950) је сматрао да је врста и пре 20. века била присутна у Србији јужно од Саве и Дунава. Већи део Војводине гугутка је населила током прве половине 20. века, а у Београду је била присутна још крајем 19. века.

## Изглед
Гугутка је слична грлици. Горња пера крила су јој светло беж до смеђе боје. Дугачка је од 31 до 33 cm, што значи да је велика отприлике као градски голуб, но лакша је и делује нежније грађе. Распон крила јој је 47 до 55 cm, а тешка је од 150 до 200 g. Оба пола изгледају исто. Црвенкасте очи имају уски бели оквир. Упадљива ознака им је црни прстен око почетка врата. 
Гласа се трослоговним гугутањем, с нагласком на другом слогу, као и велики број врста ове породице.

## Животни простор
Врста изворно потиче из Азије, но како у Европи налази све више пољопривредних и кућних отпадака, током 20. века раширила се целом Европом. У међувремену се шири даље према североистоку. Продирање врсте у Европу је детаљно праћено. Сад су постале птице станарице у парковима и вртовима, увек у близини људских насеља, најрадије у мирним стамбеним деловима у којима има неколико стабала црногорице. Црногорична стабла су им потребна за гнежђење. Нису претерано плашљиве.

## Ширење током 20. века
Гугутке изворно настањују цело подручје од европског дела Турске па све до Јапана, где је гугутка део грба префектуре Саитама.
Око 1930. године почиње спектакуларно ширење гугутки Европом.
1947. стиже у Беч, 1949. у Холандију, 1950. у Белгију, Шведску и Алзас. Око 1960. стижу на Британска острва и даље се шире према западу и истоку, а на неким подручјима и према северу, но продирање се значајно успорава, јер се уништавају подручја за гнежђење. Како су голубови у неким државама ловна дивљач, и то игра одређену улогу као ограничавајући фактор.
1970. су гугутке случајно увезене на Бахаме. С Бахама су од 1982. населиле Флориду. До 1999. су доказано населиле 22 државе САДа, а и даље се шире.

## Храна
Храни се семеном, житарицама и воћем. Зими се понекад окупљају у јата и заједно траже храну у парковима и сеоским имањима.

## Гнежђење
Као већина голупчарки, и гугутке имају врло скромно и шлампаво грађена гнезда од само неколико сламки и гранчица. У гнезду је најчешће једно до два јаја, а млади се излегају након 13 или 14 дана. Гугутке легу више пута једно за другим, јер имају велике губитке јаја и младих (мачке, свраке, шојке, веверице).